# König-Johann-Brücke

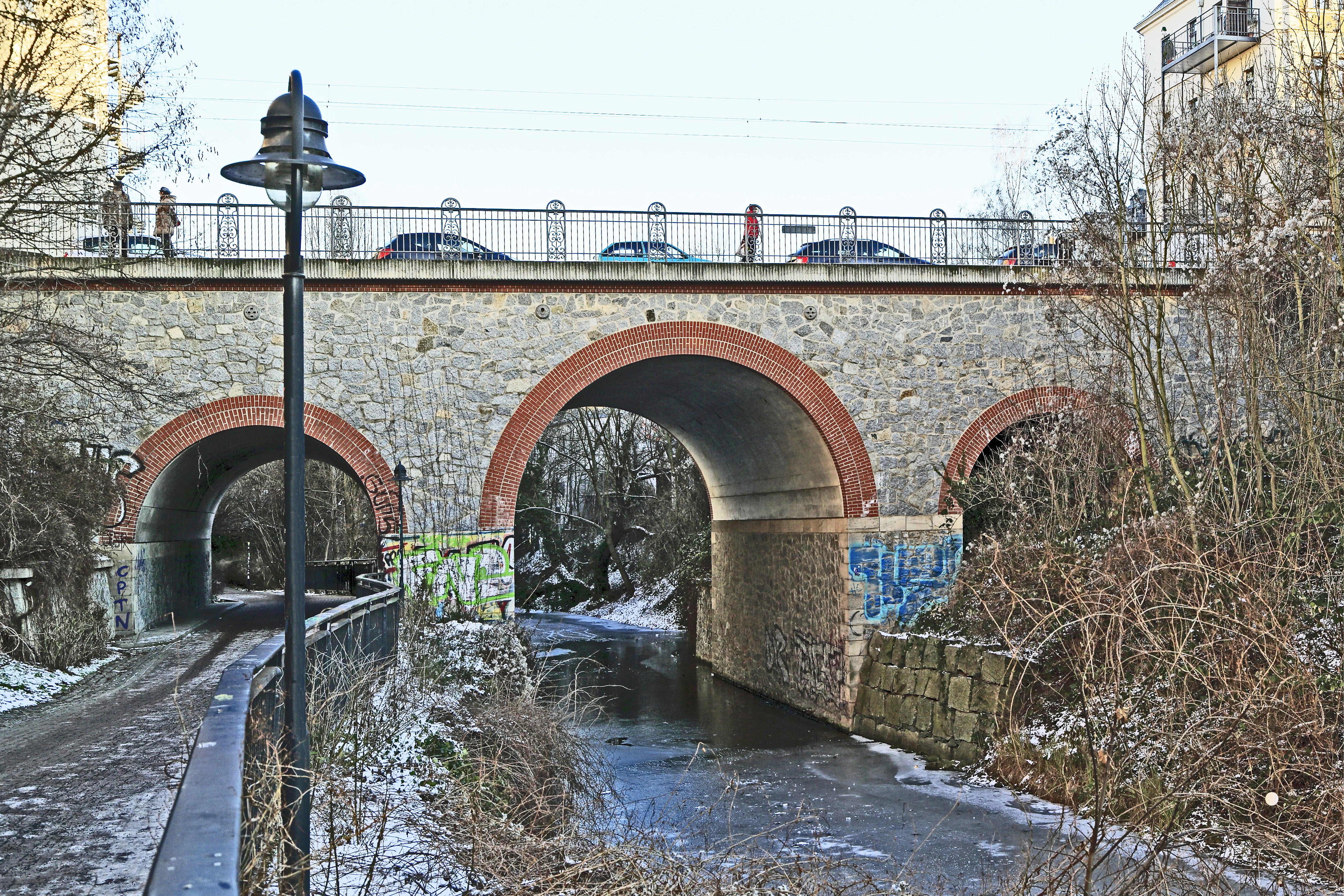
König-Johann-Brücke von Westen (2006)

Die König-Johann-Brücke ist eine Straßenbrücke über den Karl-Heine-Kanal im Leipziger Stadtteil Plagwitz. Sie ist benannt nach dem sächsischen König Johann und steht unter Denkmalschutz.

## Lage und Gestalt

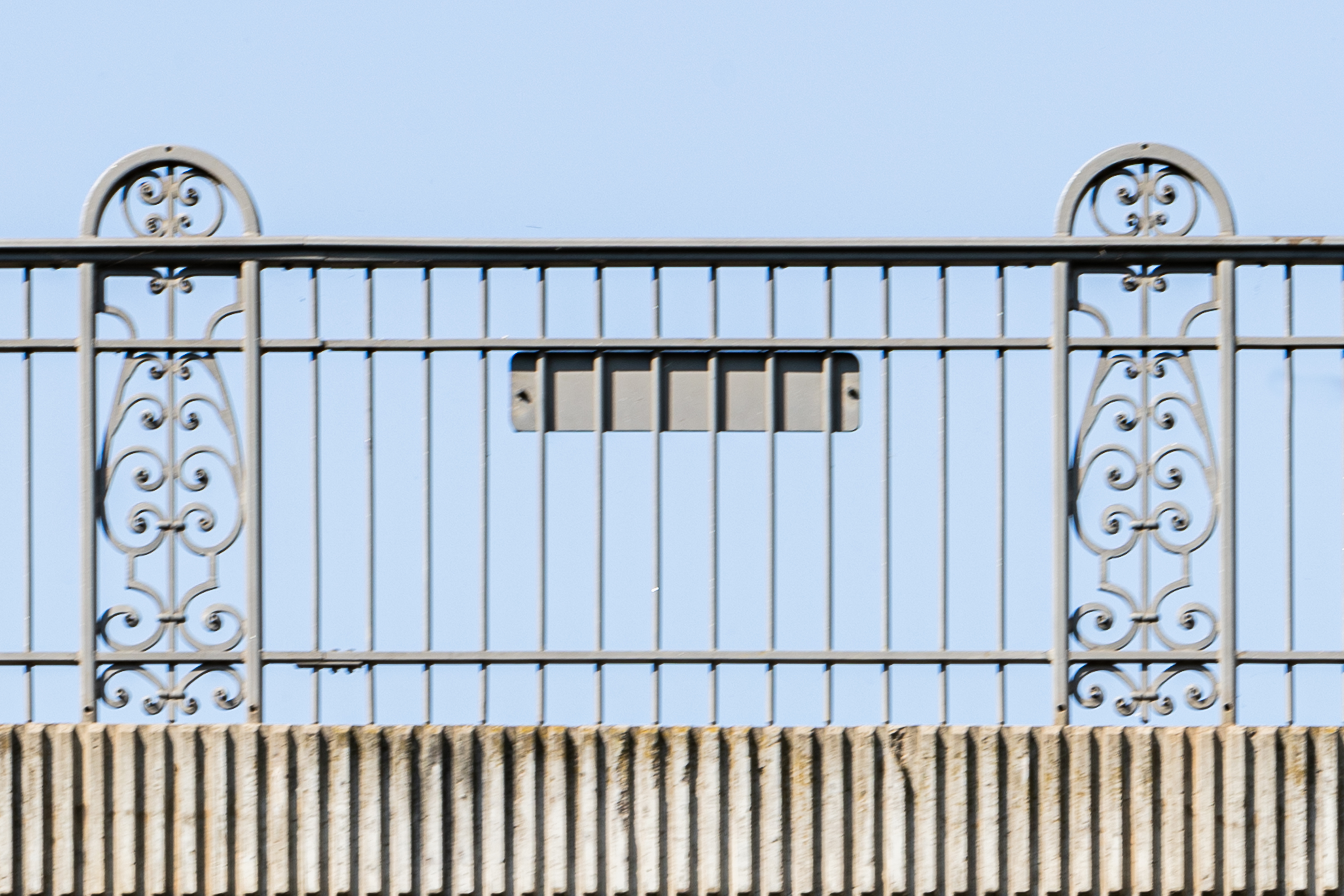
Brückengeländer (2020)

Auf der König-Johann-Brücke überquert die Zschochersche Straße in Nord-Süd-Richtung den hier etwa neun Meter breiten Karl-Heine-Kanal. Die Länge der Brücke beträgt 35 Meter, ihre Breite 18,5 Meter. Über sie verlaufen je zwei Straßenbahngleise, Kraftfahrzeugspuren und Fußwege. Benachbarte Brücken sind die Elisabethbrücke mit der Erich-Zeigner-Allee im Osten und der Karl-Heine-Bogen im Westen.
Die König-Johann-Brücke ist eine Betonbogenbrücke mit einem großen mittleren Bogen und zwei kleineren seitlichen. Sie ist mit Sandstein und Granitporphyr sowie um die Bögen mit Klinkern verkleidet. Das Geländer ist eine Stahlgitterkonstruktion, in die im Abstand von 2,7 Metern als Pfostenimitation Schmuckelemente mit arabeskenartiger Verzierung eingefügt sind. Durch den nördlichen Brückenbogen verläuft der Rad- und Fußweg, der den Kanal bis zum Lindenauer Hafen begleitet. Der südliche Bogen ist ungenutzt.

## Geschichte

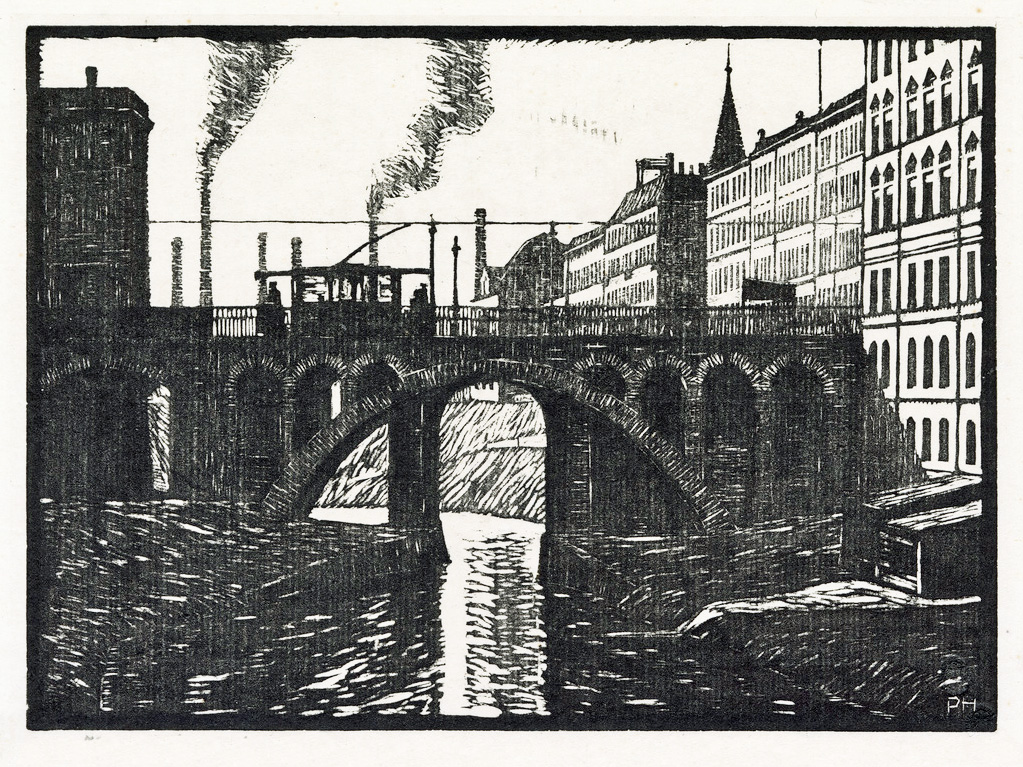
König-Johann-Brücke 1915 als Kreisgewölbebrücke (Linolschnitt)

Mit dem Bau des Kanals durch Karl Heine ab 1856 wurde die Straße von Plagwitz nach Kleinzschocher unterbrochen und deshalb 1858 zunächst eine Holzbrücke errichtet. Diese wurde 1862 durch eine dreifeldrige Kreisgewölbebrücke in Ziegelbauweise ersetzt. König Johann hatte am 3. Juli 1862 die Baustelle besucht und erlaubt, die Brücke nach ihm zu benennen. Dennoch hieß sie zunächst nur Königsbrücke und erhielt ihren vollen Namen erst 1890. Infolgedessen wurde die Fußgängerbrücke über den Elstermühlgraben, die bis dahin König-Johann-Brücke hieß, in Fregesteg umbenannt.
1875 wurde der Brücke südlich ein Unterführungsbogen angefügt, durch den ein Industriegleis verlief, das von 1880 bis 1925 auch von der Bahnstrecke Leipzig-Connewitz–Plagwitz genutzt wurde. Ab 1897 führte eine Straßenbahnlinie über die König-Johann-Brücke. 1912 wurde die Brücke verbreitert.
Zwischen 1953 und 1992 wurde mit Philipp-Müller-Brücke der Name der Brücke dem Straßennamen angepasst. Von Oktober 1997 bis März 1999 wurde die Brücke abgerissen und in Stahlbeton-Bauweise als Dreibogenbrücke neu errichtet.

## Persilwerbung

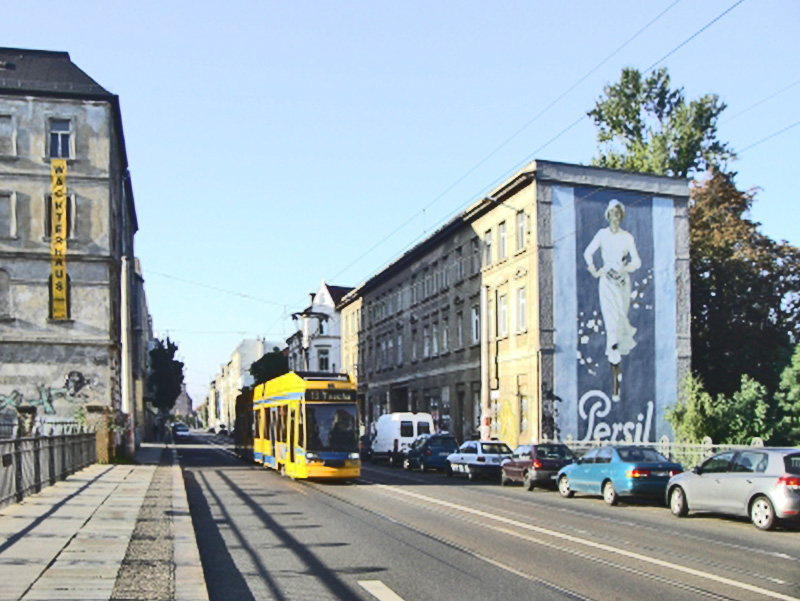
Persilwerbung von 1936 (Aufnahme von 2010)

Für viele Leipziger ist mit der König-Johann-Brücke eng verbunden die „Persilfrau“, eine giebelfüllende Werbung am Haus Zschochersche Straße 54.
Sie wurde in einer Variation des 1922 vom Grafiker Kurt Heiligenstaedt entworfenen Motivs 1936 hier angebracht. Sie ist die größte Außenwerbung, die die DDR-Zeit überdauert hat. 1993 wurde sie rekonstruiert und steht unter Denkmalschutz.